# Виенска група
Виенска група (на немски: Wiener Gruppe) е свободно литературно сдружение на австрийски писатели, което възниква от виенския Art Club и се формира около 1954 г. под влиянието на Ханс Карл Артман. Към членовете на групата, освен Артман, се числят Фридрих Ахлайтнер, Конрад Байер, Герхард Рюм и Освалд Винер. Тесен контак с групата поддържат Елфриде Герстл, Ернст Яндл и Фридерике Майрьокер.
Произведенията на Виенската група се коренят литературно в бароковата поезия, както и в експресионизма, дадаизма и сюрреализма. Значителни импулси идват от представителите на езиковия скептицизъм, езиковата критика и философията на езика (например Хуго фон Хофманстал, Фриц Маутнер или Лудвиг Витгенщайн).
Разбиранията на Виенската група се проявяват в схващането за езика като оптически и акустичен материал. Въз основа на тази идея нейните членове се занимават интензивно с развитието на звуковата поезия и визуалната лирика, а също и с конкретната поезия. Преди всичко за Артман звуковото богатство на диалекта е важна изходна точка, но също последователното използване на писане с малки букви може да се разглужда в този контекст.
След като през 1958 г. Ханс Карл Артман поема по свой път, самоубийството на Конрад Байер през 1964 г. маркира края на Виенската група.